# دولار لافاييت
دولار لافاييت عملة فضية صدرت كجزء من مشاركة الولايات المتحدة في معرض باريس العالمي عام 1900. يُصور جيلبرت دو موتييه، ماركيز دي لافاييت مع جورج واشنطن، وصممه كبير النقاشين تشارلز إي. باربر، وكان الدولار الفضي الأمريكي التذكاري الوحيد قبل عام 1983، وأول عملة أمريكية تصور مواطنين أمريكيين.
ابتداًء من عام 1898، سعى أميركيون بارزون إلى إقامة نصب تذكاري في باريس لذكرى لافاييت، وهو رجل فرنسي قاتل في الحرب الثورية الأميركية. ومن بين هؤلاء المؤيدين رجل الأعمال من شيكاغو فرديناند بيك، الذي اختاره الرئيس ويليام ماكينلي مفوضًا عامًا للمعرض. جعل بيك اقتراح النصب التذكاري جزءًا من الخطط الأمريكية لباريس، وعين لجنة لافاييت التذكارية لجمع الأموال اللازمة لذلك. وكان جزء من عملية جمع التبرعات هو العُملة التذكارية بقيمة دولار واحد، والتي وافق عليها الكونغرس في 3 مارس/آذار 1899.
يَظهر على الوجه الأمامي تمثالان ملتصقان لواشنطن ولافاييت. صرح باربر أن أُسس عمله كانت عبارة عن تمثال لواشنطن من تصميم جان أنطوان هودون، وميدالية لافاييت عام 1824 من تصميم فرانسوا أوغستين كونوا. بالنسبة للوجه الخلفي، استخدم رسمًا تخطيطيًا مبكرًا للنصب التذكاري المخطط له، والذي صممه بول وايلاند بارتليت، الذي يَظهر اسمه الأخير على قاعدة التمثال على الوجه الخلفي. ولم تُباع العُملات المعدنية، وصهرت في وقت لاحق 14 ألف قطعة منها بواسطة وزارة الخزانة الأمريكية. تتراوح قيمة دولار لافاييت من عدة مئات إلى عشرات الآلاف من الدولارات، اعتمادًا على الحالة.

## خلفية
وُلِد جيلبرت دو موتييه دي لا فاييت في 6 سبتمبر/أيلول 1757 لعائلة فرنسية نبيلة. عندما كان الصبي أقل من عامين، قُتل والده في معركة مايندين، مما جعل الطفل الصغير نبيلًا ثريًا. تزوج الماركيز الشاب في عام 1774.
في عام 1775، أثناء تأديته لواجبه العسكري في ميتز، تلقى لافاييت نبأ الثورة الأمريكية في المستعمرات الثلاثة عشر. وسرعان ما أصبح الضابط الشاب مقتنعًا بأن القضية الأمريكية نبيلة. وبعد أن علم أن المؤتمر القاري الثاني يفتقر إلى التمويل، استأجر لافاييت سفينة على نفقته الخاصة وأبحر في عام 1777 إلى أمريكا، على الرغم من أنه تلقى في البداية استقبالاً بارداً من المؤتمر. كان العديد من الضباط الأجانب قد رغبوا في أن يكونوا جزءًا من الجيش القاري لدرجة أن قائده العام، جورج واشنطن، طلب عدم إشراك المزيد منهم. وفي نهاية المطاف، نجح طلب لافاييت، الذي طالب بعدم الحصول على أجر. وكان الكونغرس قد تلقى رسالة من المبعوث الأمريكي إلى فرنسا، بنيامين فرانكلين، تفيد بأن عائلة لافاييت كانت ثرية وذات نفوذ. حث فرانكلين الكونغرس على استيعاب لافاييت، وكذلك إبقائه آمنًا وبعيدًا عن الأحداث حتى لا يؤثر موته سلبًا على القضية الأمريكية.

صوت الكونغرس في يوليو/تموز عام 1777، على تعيين لافاييت لواًء عامًا، وأرسلهُ للقاء واشنطن. شكل الرجلان علاقة وثيقة للغاية على الرغم من فارق السن بينهما والذي يصل إلى ربع قرن. أحبطت رغبة فرانكلين في الحفاظ على سلامة لافاييت بسبب رغبة الشاب في التواجد حيث تدور المعارك، وأصيب في معركة برانديواين في سبتمبر/أيلول 1777. وسرعان ما دخلت فرنسا الحرب إلى جانب الولايات المتحدة، وكان دورها فعال في تحقيق النصر. ساعد لافاييت في قيادة حملة يوركتاون الحاسمة، والتي أدت إلى استسلام الفريق أول اللورد كورنواليس إلى جانب جيشه بالكامل، مما حسم مصير الحرب لصالح الأمريكيين.
 عسى أن يبقى معبد الحرية الهائل هذا قائمًا إلى الأبد، درسًا للظالمين، وقدوة للمظلومين، وملاذًا لحقوق البشرية! وعسى أن تحقق هذه الولايات المتحدة السعيدة ذلك الروعة والازدهار الكاملين اللذين سيوضحان بركات حكومتها، ويفرحان أرواح مؤسسيها الراحلين على مر العصور.

جيلبرت دو موتييه، ماركيز دي لافاييت، خطاب إلى اللجنة المرسلة لتوديعه، 1784
عاد لافاييت إلى فرنسا بعد عام 1781، وهو بطل وطني في كلا البلدين. عاد إلى الولايات المتحدة في عام 1784، كانت زيارته الأخيرة منذ أربعين عامًا. وفي فرنسا، انخرط في السياسة، مؤيدًا للملكية الدستورية. مُنح مناصب وقيادات بعد الثورة الفرنسية، ولكن القي القبض عليه مِن قِبل النمساويين في عام 1792، بقي في الأسر لمدة خمس سنوات. بعد أن رتب نابليون إطلاق سراحه، بقي لافاييت في ممتلكاته بعيدًا عن السياسة أثناء حكم الإمبراطور. بعد استعادة النظام الملكي في عام 1815، انخرط مرة أخرى في السياسة، وجلس في مجلس النواب.
صوت الكونغرس الأمريكي في عام 1824، بالإجماع على دعوة الرئيس جيمس مونرو لافاييت للعودة كضيف للأمة. وصل الماركيز وابنه جورج واشنطن لافاييت إلى مدينة نيويورك لحضور احتفالات ضخمة. على مدى العام والنصف التاليين، زار لافاييت جميع الولايات الـ24. وحصل على عدد لا يُحصى مِن الأوسمة والهدايا، بما في ذلك الأراضي في فلوريدا. عاد الماركيز إلى فرنسا في عام 1825، توفي في عام 1834. لافاييت واحدًا من ثمانية أشخاص فقط حصلوا على الجنسية الفخرية للولايات المتحدة، وفقًا لأرني سلابوغ في كتابه عن العُملات التذكارية، "أصبح لافاييت مشهورًا ومحترمًا للغاية في كلا البلدين لدرجة أن الصداقة التي ساعد في ترسيخها بين البلدين امتدت إلى يومنا هذا".

## بداية
قُدم في مارس/آذار 1898، قرار إلى الكونغرس لإنشاء لجنة لإقامة نصب تذكاري للافاييت في باريس نيابًة عن الولايات المتحدة. وأقر مجلس الشيوخ مشروع القانون، وعقدت جلسات استماع أمام لجنة الشؤون الخارجية في مجلس النواب. وشهد رجل الأعمال والمحسن من شيكاغو فرديناند بيك لدعم مشروع القانون، والذي على الرغم من تأييده من قِبل اللجنة إلا أنه لم يُنظر فيه من قِبل مجلس النواب بسبب الأولويات الأعلى خلال الحرب الإسبانية الأمريكية.
عُين في وقت لاحق من عام 1898، الرئيس ويليام ماكينلي بيك مفوضًا عامًا للولايات المتحدة في المعرض العالمي لعام 1900، وهو معرض عالمي سيعقد في باريس. أعاد بيك إحياء اقتراح لافاييت كجزء من المشاركة الأمريكية في المعرض، وأنشأ لجنة لافاييت التذكارية للإشراف على مشروع النصب التذكاري. كان الهدف من اللجنة هو ضمان الكشف عن النصب التذكاري في الرابع من يوليو/تموز عام 1900، وهو اليوم الذي يصادف يوم الاستقلال ويوم الولايات المتحدة في المعرض. في الأول من سبتمبر/أيلول عام 1898، عيّن بيك عددًا من الأمريكيين البارزين في اللجنة، بما في ذلك السيناتور عن ولاية أيوا ويليام ب. أليسون، وزير الخارجية ويليام ر. داي، رئيس الأساقفة جون أيرلاند، والقس إدوارد إيفرت هيل. وشمل ضباط اللجنة أمين الصندوق، مراقب العُملة (نائب رئيس الولايات المتحدة المستقبلي) تشارلز جي. داوز، والسكرتير روبرت جيه. تومسون.
كان جمع التبرعات لبناء نصب لافاييت عنصرًا رئيسيًا في عمل اللجنة، سعت إلى إشراك المدارس الأمريكية وتلاميذ المدارس في المشروع. 19 أكتوبر/تشرين الأول 1898—الذكرى 117 لاستسلام كورنواليس في يوركتاون—أعلن أول "يوم لافاييت" من قِبل 42 حاكمًا أو مفوضًا للتعليم في الولايات أو الأقاليم. على الرغم من أن الرئيس ماكينلي لم يصدر إعلانًا مشابهًا ، إلا أنه أشاد بالخطة في رسالة مطبوعة في الصحافة. ولوحظت احتفالات خاصة على شرف لافاييت (جنبا إلى جنب مع خطط الدروس المناسبة) في العديد من المدارس، ودعي التلاميذ للتبرع سنتا تكريمًا للوطني الفرنسي. حصل على ما مجموعه، 45,858.30 دولارا من الأحداث في المدارس ؛ أُثثت تلك المؤسسات، في يوم لافاييت التالي (المقصود أن يكون سنويًا)، مع إيصالات مزخرفة، موقعة من دوز ويقصد بها مومنتوس أن تنحدر إلى الأجيال القادمة.
إحدى الوسائل المقترحة لدفع ثمن التمثال هي عُملة تذكارية. في أوائل عام 1899، سعت اللجنة إلى سن تشريع يمنحها مخصصات قدرها 50 ألف دولار في شكل 100 ألف نصف دولار تذكارية، يمكن بيعها للجمهور مقابل علاوة. وساعدت هذهِ الطريقة في تمويل (على الرغم من النجاح المتفاوت) المعرض الكولومبي العالمي في شيكاغو عام 1893. بدلاً من ذلك، أقر الكونغرس، ووقع ماكينلي في 3 مارس/آذار 1899، مشروع قانون المخصصات المدنية الذي تضمن بنداً يقضي بمنح 50 ألف قطعة فضية بقيمة دولار واحد للجنة. كان من المقرر شراء السبائك المستخدمة في الضرب في السوق المفتوحة، ولم يكن من المقرر أن تأتي من المخزونات المتبقية لدى دار السك التي حصل عليها بموجب قانون شراء الفضة شيرمان الملغي، على الرغم من أن دار السك لم تستنفد مخزونها من هذا التشريع حتى عام 1904. وضع الكونغرس سقفًا لتكلفة الفضة عند 25 ألف دولار. وفي نهاية المطاف، اشترت وزارة الخزانة الأميركية 38,675.875 أونصة طروادة من الفضة مقابل 23,032.80 دولارًا. كان من المقرر أن تُختار التصميمات من قِبل مدير دار سك العملة، بموافقة وزير الخزانة.

## تحضير

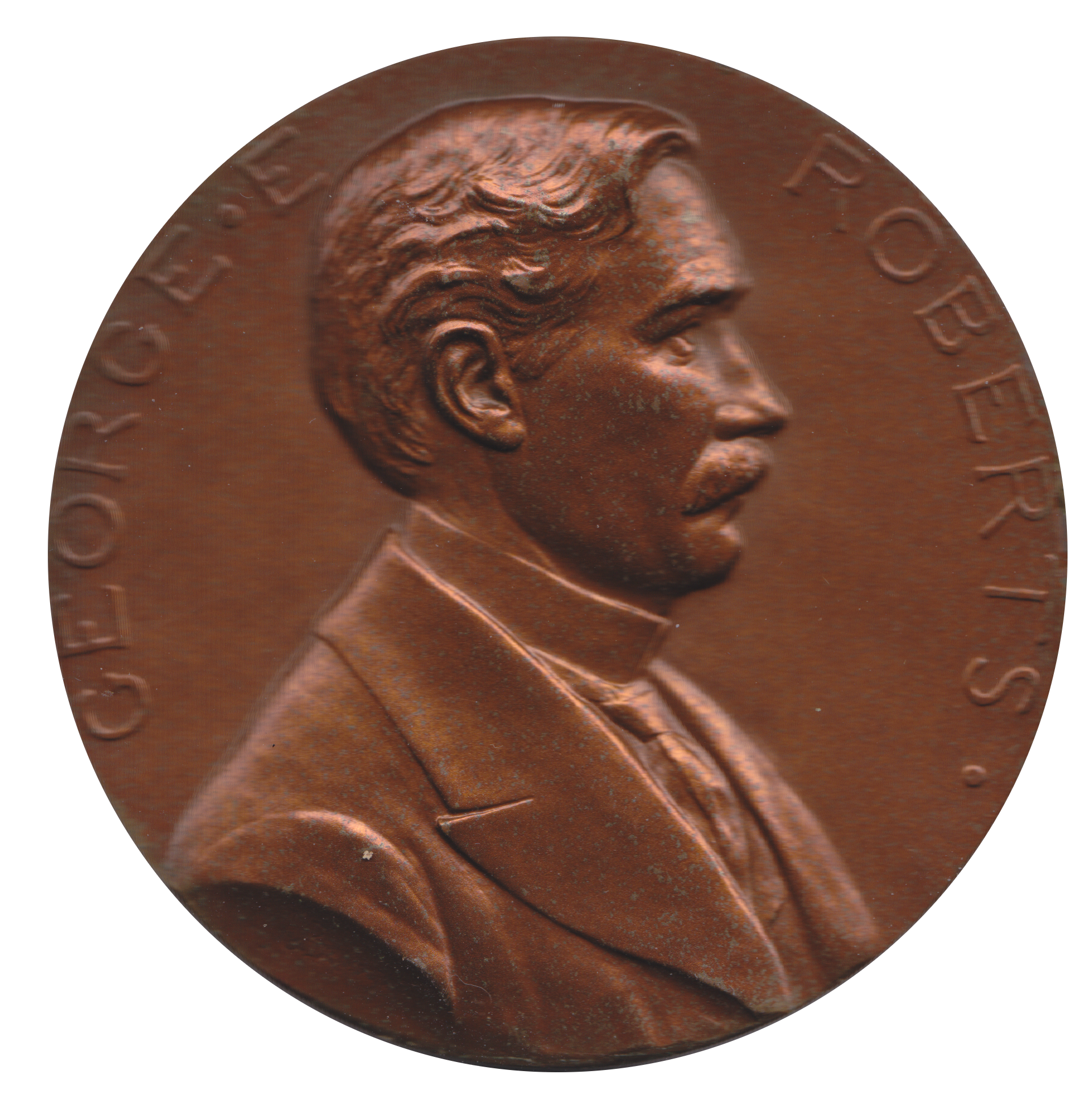
مدير دار سك العملة جورج إي. روبرتس يتحدث عن ميدالية دار سك العملة التي صممها كبير النقاشين تشارلز إي. باربر

بمجرد إقرار مشروع القانون، تولى كبير النقاشين في مكتب دار سك العُملة تشارلز إي. باربر المسؤولية الشخصية عن المشروع، ساعيًا إلى تجنب التأخيرات والنزاعات التي ميزت العملتين التذكاريتين السابقتين، نصف الدولار الكولومبي وربع دولار إيزابيلا. كتب مدير دار سك العُملة جورج إي. روبرتس في 24 مارس/أذار 1899، رسالة أن لجنة نصب لافاييت التذكاري كانت تفكر في وضع صورة للنصب التذكاري الجديد على أحد جانبي العُملة. رد باربر في اليوم التالي على هنري بوير، مدير دار سك العملة في فيلادلفيا، مشيرًا إلى تلك الرسالة وطلب رسمًا تخطيطيًا للنصب التذكاري.
حصل النقاش الرئيسي بحلول 12 أبريل 1899، من سكرتير اللجنة تومسون على رسم تخطيطي أولي للنصب التذكاري-وهو تمثال فارس من تصميم بول بارتليت. قام باربر برسم تصاميم أخرى، بما في ذلك تصميم يحمل صلاة لافاييت عام 1784 من أجل ازدهار الولايات المتحدة. كما أنشأ أيضًا واحدًا يظهر شخصية واقفة للافاييت، استنادًا إلى تصريح تومسون بأنهم قد يحذفون الحصان. إن تصورات باربر التي تظهر تمثالًا للفروسية على أحد الجانبين، ورؤوسًا متقابلة للافاييت وواشنطن على الجانب الآخر، ستشكل الأساس للعُملة المعدنية النهائية. وافق روبرتس سريعًا على رسم باربر للرأسين، ودون استشارة اللجنة سرب المعلومات إلى المجلة الأمريكية لعلم العُملات، والتي نشرتها في عددها الصادر في أبريل 1899.
كتب باربر في 23 مايو/أيار 1899، إلى روبرتس أنه يخطط لتأسيس تمثال واشنطن النصفي (على الوجه) على أساس تمثال نصفي معروف يعود إلى عام 1785 للرئيس الأول بواسطة جان أنطوان هودون، وعلى أساس الاستخدام المبكر لتمثال هودون النصفي، ميدالية "واشنطن قبل بوسطن" عام 1786 بواسطة بيير سيمون بنيامين دوفيفييه. كان من المقرر أن يستند تمثال نصفي لافاييت (الموجود أيضًا على الوجه الأمامي) إلى ميدالية لافاييت التي صنعها فرانسوا أوغستين كونوا عام 1824.

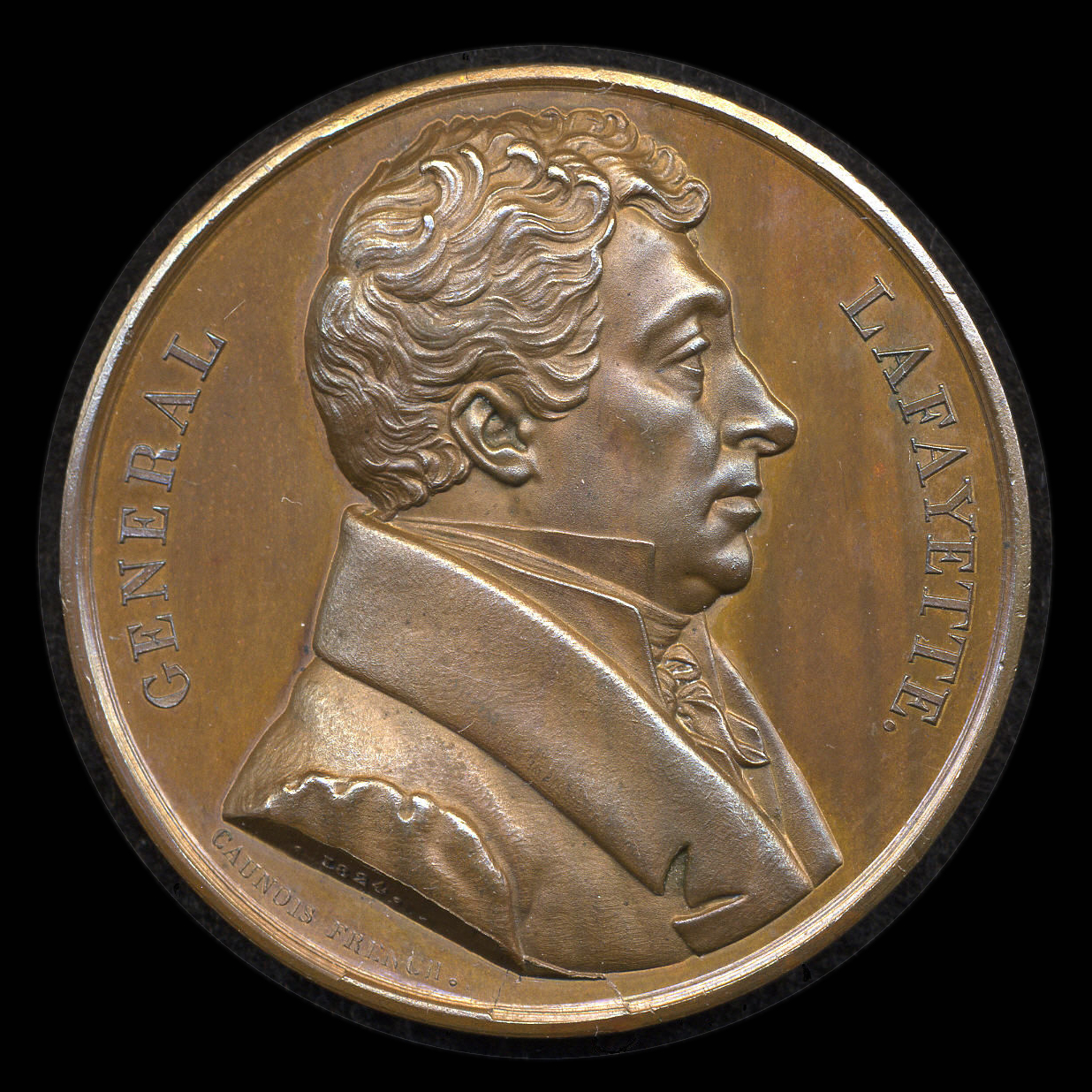
ميدالية كاونوا لافاييت

لم يكن بيك وأعضاء اللجنة الآخرون راضين عن مقترحات التصميم، واقترحوا بعضًا من مقترحاتهم الخاصة. وانتقد باربر هذه الممارسات في رسالة إلى روبرتس بتأريخ 8 يونيو/حزيران. واقترح بيك أن تُعرض وجوه واشنطن ولافاييت فقط، دون تصوير بقية الرأس. صرح باربر قائلاً: "أعتقد أنه يجب التعامل مع رأسي واشنطن ولافاييت من وجهة نظر النحات، ويجب بذل كل جهد ممكن لتمثيلهما بعظمة وكرامة تتناسب مع المكانة التي يشغلانها في تأريخ الأمة، وهو ما لا يمكن فعله بالتأكيد إذا كان من المقرر أن يظهرا من خلال نصف القمر." بناًء على تعليمات روبرتس، ذهب باربر إلى نيويورك والتقى مع بيك على مدار يومين في 14 و15 يونيو/حزيران. بعد ذلك، أبلغ باربر مدير دار سك العُملة، "أعتقد أننا لن نسمع المزيد عن صلاة لافاييت" وأن بيك أدرك الآن أن المساحة المتاحة للتصميم، حتى على الدولار الفضي (أكبر عُملة أمريكية) كانت محدودة، "ونظرًا لأن رغبة اللجنة [المفوضية] هي عرض النصب التذكاري، فسيتعين على الصلاة أن تجد مكانًا آخر". على الرغم من أن باربر أشار إلى أن قرار اللجنة بتمثيل التمثال بدون قاعدته يمثل تقدمًا نحو النقطة التي قد ينقش عليها، "لقد تعلمت في نيويورك أن عمل النحات يجب أن يُعرض على لجنة في باريس تكون مسؤولة بالكامل عن النصب التذكاري، ويجب تغيير عمل النحات في أي تفصيل حتى يفي بموافقة لجنة الفرنسيين هذه.... بالنسبة لي يبدو الأمر كما لو كان ذلك في وقت ما من عام 1900."
قدم باربر في 20 يونيو/حزيران 1899، التصميمات النهائية للعُملة. ووافق عليها المدير روبرتس في الأول من يوليو/تموز. ولكن هذا لم يضع حدًا للنزاعات حول ما يجب أن يكون على العُملة: فقد رغبت اللجنة في أن يكون تأريخ العُملات هو عام 1900، ولكن بيعها في أقرب وقت ممكن في عام 1899. أصر وزير الخزانة ليمان جيج على بند قانون العملات لعام 1873 الذي يتطلب ظهور تأريخ الإنتاج على العُملات المعدنية. في النهاية، وصلت المسألة إلى طريق مسدود: سُكت القطع في ديسمبر/كانون الأول 1899، ولم توزع حتى الشهر التالي، وظهر النقش "باريس 1900" على العملات المعدنية.

## تصميم

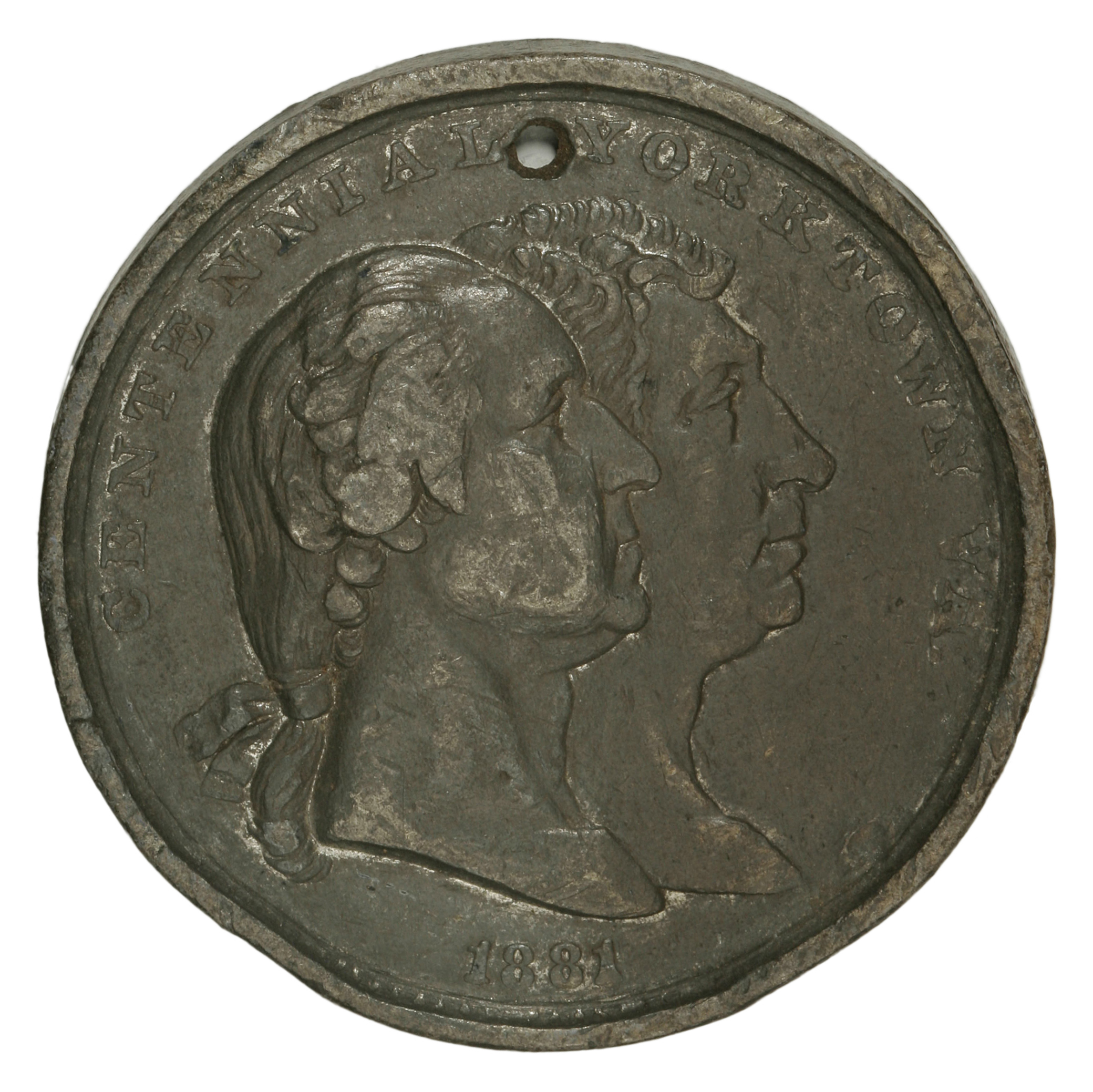
ميدالية يوركتاون المئوية لبيتر كريدر (1881)

يتضمن الوجه الأمامي لعُملة دولار لافاييت رأسين متصلين لواشنطن ولافاييت. أشار سلابوغ إلى رواية باربر بأن التماثيل النصفية كانت مبنية على النحت الذي قام به هودون والميدالية التي صممها كونوا، و "ربما كان لها بعض التأثير على التصميم، ولكن كان اعتقادي دائمًا أن المصدر المباشر أو فكرة التصميم كانت ميدالية يوركتاون المئوية لعام 1881." زعم سوياتيك وبرين أنه على الرغم من أن الاصل النهائي لتصوير باربر لواشنطن كان تمثال هودون النصفي، فإن مصدر تمثال لافاييت النصفي وشكل الوجه "كان بلا شك ميدالية يوركتاون المئوية لبيتر إل. كريدر (1881)". أصدر كريدر، وهو نقاش من فيلادلفيا لم يكن يعمل لدى دار سك العُملة، عددًا من الرموز والميداليات في سبعينيات وثمانينيات القرن التاسع عشر. يظهر "الولايات المتحدة الأمريكية" و"دولار لافاييت" في أعلى وأسفل وجه العُملة.
يعتمد الوجه الخلفي على رسم تخطيطي مبكر لتمثال لافاييت بواسطة بارتليت. ويصور تمثالًا راكبًا للافاييت، وهو يمتطي حصانه إلى اليسار. لم يظهر شعار باربر على العُملة المعدنية، لكن اسم "بارتليت" منقوش على قاعدة التمثال. كما يوجد على القاعدة، ويمتد أسفلها، غصن نخيل. النقش الخلفي "أقيمت من قِبل شباب الولايات المتحدة تكريمًا للجنرال لافاييت/ باريس 1900" هو تكريم لجهود جمع التبرعات للمدرسة التي جرت في عام 1898. أشار سوياتيك وبرين إلى أنه حتى لو سلمنا بأن تاريخ 1900 كان من المفترض أن يكون تأريخ المعرض وإقامة التمثال، فإن العُملات المعدنية لا تزال تنتهك قانون 1873، الذي يتطلب ظهور تأريخ السك على العُملات المعدنية، وبالتالي فإن "دولارات لافاييت غير مؤرخة من الناحية الفنية وبالتالي فهي غير قانونية!"

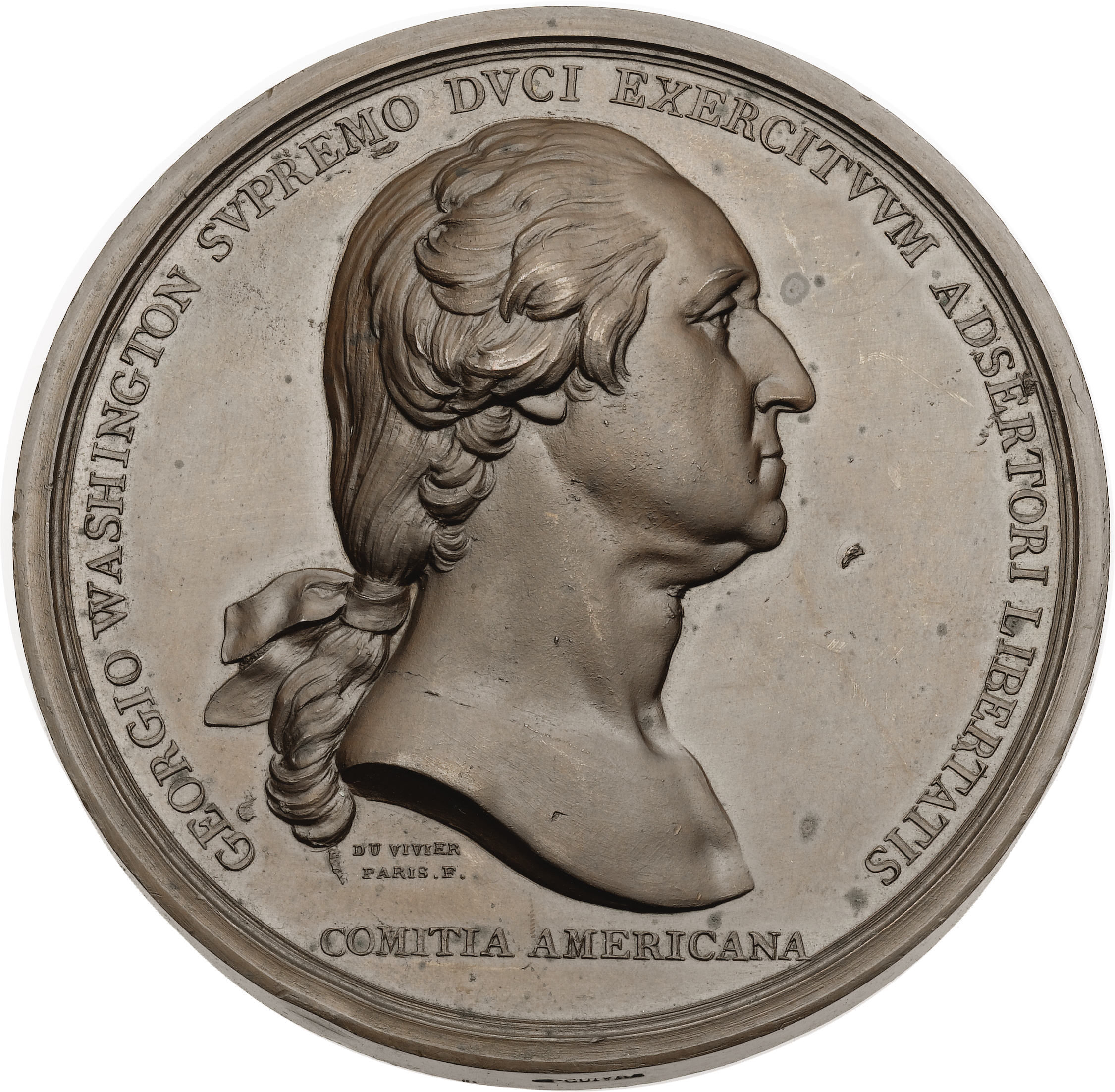
كان وجه ميدالية "واشنطن قبل بوسطن" هو الاستخدام الأول لتمثال هودون النصفي.

على الجانب الآخر، يحمل لافاييت سيفًا ممتدًا إلى الأعلى. وصف بارتليت نسخة التمثال التي عمل عليها باربر: "يُصوَّر لافاييت في التمثال كحقيقة ورمز، يُقدِّم سيفه وخدماته للمستعمرين الأمريكيين في سبيل الحرية. ويظهر رمزًا للتعاطف الأرستقراطي والحماسي الذي أبدته فرنسا تجاه أجدادنا." أشار سوياتيك وبرين إلى أنه "يمكننا اعتبار وضعية لافاييت على التمثال، كما هو موضح على العُملة، تمثيلًا لهُ في موكب نصرٍ بدلًا من مهاجمة العدو-لاحظ سيفهُ المُغَلَّد، الذي يُشبه عصا قائد عازف مزمار المرتفعات، بمثابة راية بدلًا من أن يكون مُسَلَّحًا كسلاح."
تعرض تصميم باربر للدولار لافاييت لانتقادات كثيرة. اشتكى سوياتيك وبرين من "رأس الرئيس [واشنطن] الميت". س. ذكر ديفيد باورز أن "النقش السطحي لعمل باربر ما هو إلا محاكاة ساخرة لفن النقش البارز شديد التفصيل الذي ابتكره كريدر". وفقًا لدون تاكساي، "بمقارنة صور باربر بتلك التي رسمها دو فيفييه [ك‍] وكونوا، من الواضح لماذا كان [النحات وعدو باربر] سانت جودانز يشير بازدراء إلى "حائزي الميداليات التجارية في دار السك". الفرق هنا ليس فقط في النقش البارز، ولكن في مهارة النمذجة الأولية. صرح مؤرخ الفن كورنيليوس فيرمول أن "دولار لافاييت يفتقر إلى الجاذبية القديمة الغريبة لربع إيزابيلا أو الأصالة المُسلية لنصف الدولار الكولومبي. على الرغم من ضرورة النقش البارز المنخفض، فإن تماثيل الجوجيت خَطية للغاية. يعاني الوجه الخلفي من كثرة الحروف ذات الحجم الموحد. ربما كانت عبارة "باريس 1900" كافية؛ على الأكثر، كانت إضافة "من شباب الولايات المتحدة" ستنقل الأمر.

## الإنتاج والعواقب
سُكت جميع دولارات لافاييت في دار سك العُملة في فيلادلفيا في 14 ديسمبر/كانون الأول 1899، وهو الذكرى المئوية لوفاة جورج واشنطن.  وذكرت صحيفة فيلادلفيا بابليك ليدجر،
حضر هذا الحفل الصغير لدولار لافاييت العديد من مسؤولي دار سك العملة، وأعضاء لجنة لافاييت التذكارية، وعدد قليل من أعضاء الصحافة. بعد أن أخرجت الآنسة غليري [مشغلة مكبس سك العملة] أول دولار لافاييت مسكوك، قدمته إلى مدير دار سك العملة هنري بوير. ثم قام كبير النقاشين في دار سك العملة تشارلز إي. باربر بفحصه. وعُرض على روبرت جيه. طومسون، سكرتير لجنة النصب التذكاري، ثم سُلم إلى مدير دار سك العملة جورج إي. روبرتس. وُضع في علبة عملات معدنية أو ميدالية وأعاده السيد روبرتس إلى واشنطن العاصمة، ليُسلم إلى الرئيس ويليام ماكينلي. ثم كان من المقرر إرسال العملة في علبة عرض فاخرة بقيمة 1000 دولار، لتسليمها إلى رئيس الجمهورية الفرنسية.
بمجرد انتهاء الحفل في دار سك العُملة في فيلادلفيا، استمر ضرب دولار لافاييت على آلة سك العُملة القديمة القادرة على سك ثمانين قطعة في الدقيقة، أو 4800 قطعة في الساعة. سُكت ما مجموعه 50026 قطعة، بما في ذلك 26 عُملة معدنية خُصصت للفحص والاختبار في اجتماع لجنة التحليل بالولايات المتحدة عام 1900.

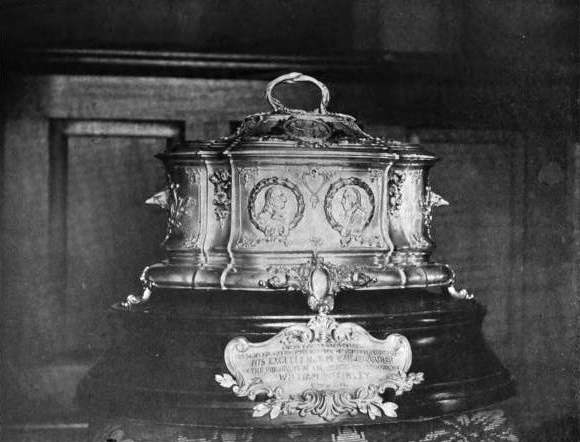
الصندوق الذي تم فيه تقديم أول دولار لافاييت إلى الرئيس الفرنسي إميل لوبيه.

بيعَ أول نصف دولار كولومبي بمبلغ 10 آلاف دولار. قُدم عرض بقيمة 5000 دولار أمريكي، ولكن رُفض مقابل أول دولار لافاييت يُسك، والذي كان مخصصًا لتقديمه إلى الرئيس الفرنسي. وقد قام تومسون، الذي عُيين مفوضًا خاصًا للولايات المتحدة لهذا الغرض، بنقل النعش إلى فرنسا على متن السفينة إس إس لا شامبانيا. وكان من المقرر في الأصل أن تقام المراسم في 22 فبراير/شباط 1900 (عيد ميلاد واشنطن)، ولكن لم تُقام حتى 3 مارس/آذار، عندما قدم تومسون الصندوق والعملة المعدنية إلى الرئيس الفرنسي إميل لوبيه. الكائنان الآن موجودان في متحف اللوفر.
واجهت اللجنة عددًا من الصعوبات المالية. في يناير/كانون الثاني 1900، تساءل النحات تشارلز هنري نيهاوس عن سبب تحديد مبلغ 150 ألف دولار كهدف لجمع التبرعات من قبل اللجنة، حيث لم يكلف أي تمثال للفروسية أكثر من نصف هذا المبلغ على الإطلاق. ورفع المهندس المعماري هنري هورنبوستل دعوى قضائية ضد اللجنة، مطالباً برسوم مقابل تصميم قاعدة تمثال بارتليت. وأدى التسوية خارج المحكمة إلى تعويضه عن نفقاته.

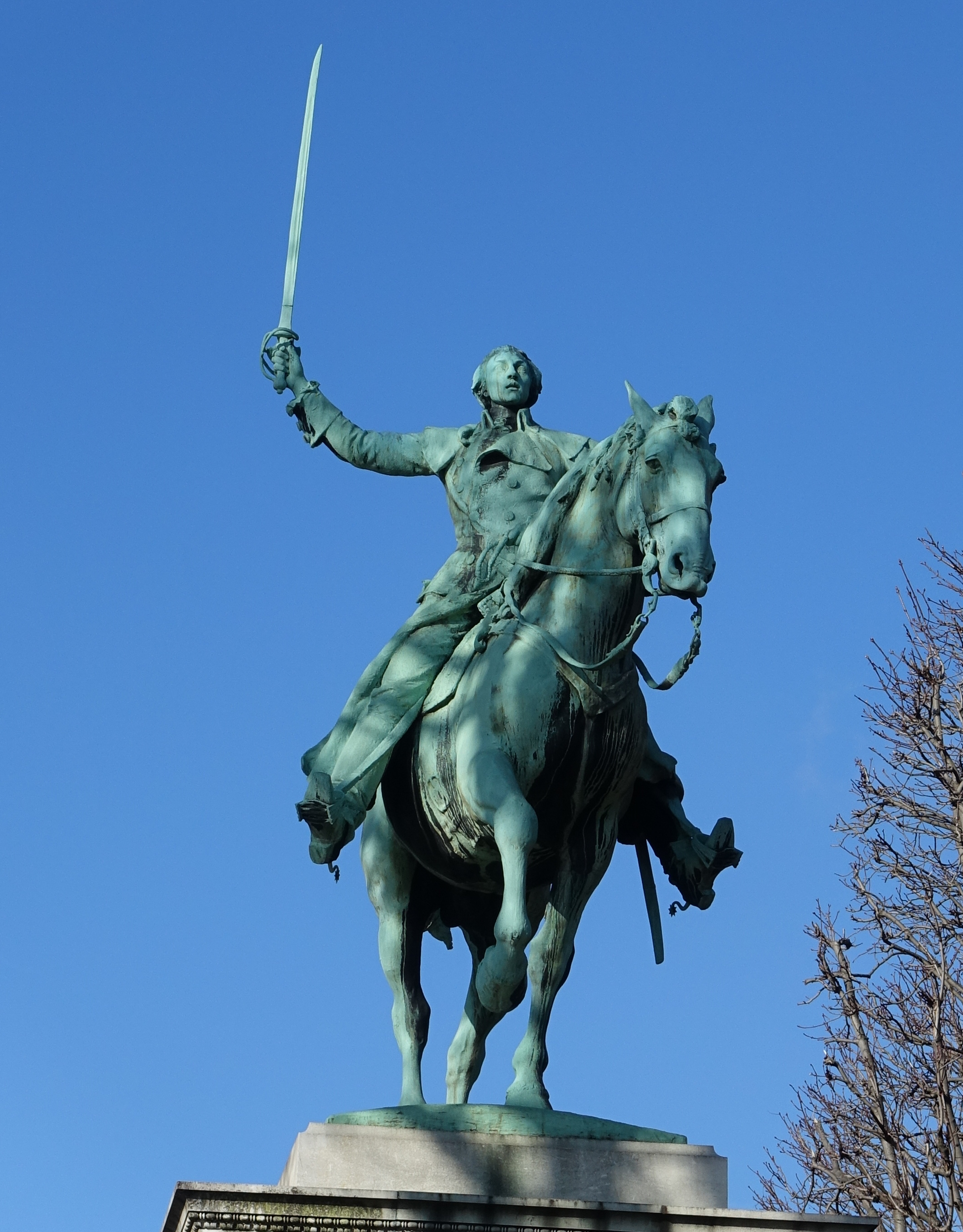
تمثال بول بارتليت للافاييت في باريس

تأخرت اللجنة في إصدار الأمر النهائي بشأن التمثال لبارتليت، لدرجة استحالة تجهيز القطعة البرونزية النهائية في الوقت المحدد؛ إذ لم يُنجز نموذج الثلث إلا في مايو/أيار. ووفقًا لـ ك.ديفيد باورز، "الفرنسيون يجدون في مثل هذه المشاكل مأوى لهم." تمكنت اللجنة من إعداد نموذج جبس بالحجم الكامل بحلول الرابع من يوليو/تموز من خلال نشر النموذج المصغر إلى قطع وتوزيعها على ورش عمل مختلفة، والتي قامت بتكبيرها بالجبس. عند تجميعها معًا، تتناسب قطع الجبس بشكل مثالي. افتتح هذا التجمع بشكل احتفالي في ساحة كاروسيل في 4 يوليو/تموز 1900. وبعد ذلك، شعر بارتليت بعدم الرضا عن جوانب معينة من التصميم، فغيرها. ويختلف تمثاله البرونزي الذي أقيم هناك عام 1908 بشكل كبير عن التمثال الموضح على العملة. تضمنت التغييرات التي أجريت إزالة قبعة لافاييت ذات الزوايا الثلاث، وموضع الذراع المرفوعة والسيف. ظل التمثال قائمًا هناك لمدة ثمانين عامًا تقريبًا، ولكن نُقل في ثمانينيات القرن العشرين أثناء أعمال التنقيب عن الهرم الزجاجي الذي صممه آي. إم. بي في متحف اللوفر. يقع الآن في Cours-la-Reine في باريس، على طول نهر السين.
وبمجرد سك العُملات المعدنية، بدأت اللجنة المبيعات بسعر 2 دولار لكل منها. بعد فبراير/شباط 1900، نقلت اللجنة مكاتبها من شيكاغو إلى باريس، أصبحت المبيعات عن طريق بنك الادخار والثقة الأمريكي في شيكاغو. بيعت أعداد صغيرة فقط لهواة جمع العُملات. استمرت المبيعات عن طريق البنك لعدة سنوات. انخفضت الأسعار في البداية في السوق الثانوية- حيث كان من الممكن شراء القطع مقابل 1.10 دولارًا في عام 1903- وربما اصدر الآلاف منها للتداول، أو انفقت من قِبل المشترين في الأوقات الصعبة. بحلول عام 1920، تجاوز سعر السوق سعر الإصدار الأصلي، وبعد ذلك ارتفعت الأسعار بشكل مطرد، حتى وصلت إلى 3.50 دولار بحلول عام 1930، و5 دولارات في ذروة طفرة العُملات التذكارية في يوليو/تموز 1936، 13 دولارًا بحلول عام 1950، 55 دولارًا بحلول عام 1960، و650 دولارًا بحلول عام 1975.
ارجعت أربعة عشر ألف قطعة إلى الخزانة، واحتفظ بها في أكياس سعة 1000 دولار. وجاء ذلك في أعقاب مبيعات ضعيفة للعُملة الجديدة في باريس، إذ بيعت هناك 1800 قطعة فقط؛ وأُعيد نحو 10 آلاف قطعة إلى الولايات المتحدة. احتجزت لسنوات عديدة. في عام 1945، علم تاجر العُملات المعدنية في أوماها أوبري بيبي عن العُملات المعدنية من السجلات الحكومية وسأل عنها، فقط ليُقال له إن العُملات المعدنية صهرت مؤخرًا.
دولار لافاييت هو أول عُملة أمريكية تحمل صورة مواطن أمريكي. بعد قطعة لافاييت، لم تُضرب دار السك مرة أخرى دولارًا فضيًا تذكاريًا حتى دولار أولمبياد لوس أنجلوس عام 1983.

## جمع
اكتشف عالم العُملات جورج إتش كلاب في عام 1925، دولارًا لافاييت يختلف قليلاً عن الأوصاف المنشورة. وأجرى المزيد من الأبحاث حول هذه المسألة على مدى العقد التالي، اكتشف نوعين إضافيين. توجد هذه العُملات بسبب استخدام قوالب متعددة، لكل من الوجهين الأمامي والخلفي، في ضرب قطعة لافاييت، ولم تكن القوالب متطابقة. وفي عام 2012، أشار سوياتيك إلى تركيبة خامسة من النرد اكتشفها، وفحص صور مئات الدولارات من عُملة لافاييت التي كان يملكها أو كانت موجودة على الإنترنت. أفاد بأن نوعين اجتمعا في أكثر من 90% من العينات، في حين أن الأنواع المتبقية أكثر ندرة. وبسبب هذا، تكهن بأن الدولارات سُكت على جهازين على الأقل، وليس جهاز واحد كما هو معتاد، وأن الأنواع النادرة كانت نتيجة لإدخال قوالب بديلة بعد تآكل القوالب الأصلية. الاختلافات طفيفة (على سبيل المثال، ما إذا كان الحرف M في كلمة "أمريكا" بارزًا أو حتى مع الحرف A الذي يسبقه على الوجه، وتفاصيل غصن النخيل على الوجه الآخر) ونادرًا ما تُجمع العُملة المعدنية حسب نوع القالب، مما يعني أن القيمة المميزة الصغيرة ترتبط بالأصناف الأقل شيوعًا.
تُدرج الطبعة الفاخرة من كتاب دليل العملات المعدنية للولايات المتحدة الصادر عن RS Yeoman في عام 2018 دولار لافاييت بسعر 485 دولارًا في حالة غير متداولة تقريبًا (AU-50) ويتراوح سعره إلى ما يصل إلى 15000 دولار في MS-66 شبه النقية. بيعت واحدة في حالة MS-67 في عام 2015 مقابل 73438 دولارًا. تَظهر على معظم دولارات لافاييت علامات اتصال من عُملات معدنية أخرى حيث اخرجت القطع ميكانيكيًا من المكبس إلى قمع ولم تبذل أي محاولة للحفاظ على مظهرها لهواة الجمع. على الرغم من أن كون العينة مضروبة بشكل جيد أم لا نادرًا ما يؤثر على القيمة، فإن العينات المضروبة بشكل واضح ستظهر خط النقش الذي يفصل حذاء لافاييت عن بقية زيه الرسمي، وتفاصيل الجزء السفلي من ملابسه مميزة أيضًا. أعلى النقاط على العُملة، والتي يجب أن يكون التآكل أكثر وضوحًا عندها، هي عظم خد واشنطن على الوجه ووجه لافاييت على الوجه الخلفي.
زورت العُملة من وقت لآخر. واستخدمت تقنيات مختلفة أيضًا لجعل العينات الأصلية أكثر لمعانًا لخداع هواة الجمع، بما في ذلك التلميع، وهي عملية تؤدي إلى إتلاف أسطحها وطبقاتها الخارجية.